# 延平北路
延平北路是臺灣臺北市重要道路之一，共有九段，北於社子堤防，南隔臺北府城北門與延平南路相望。延平北路為台灣道路分段次多者（次於臺中市臺灣大道及桃園市高鐵南路）。

## 歷史
延平北路闢建於日治時代。1922年臺北市町名改正，稱為「太平町通」，因沿線為太平町(今延平北路一段～三段)。以紀念延平郡王鄭成功命名。社子島部分（七、八、九段），原稱「永平路」。

## 分段
延平北路共分九段。

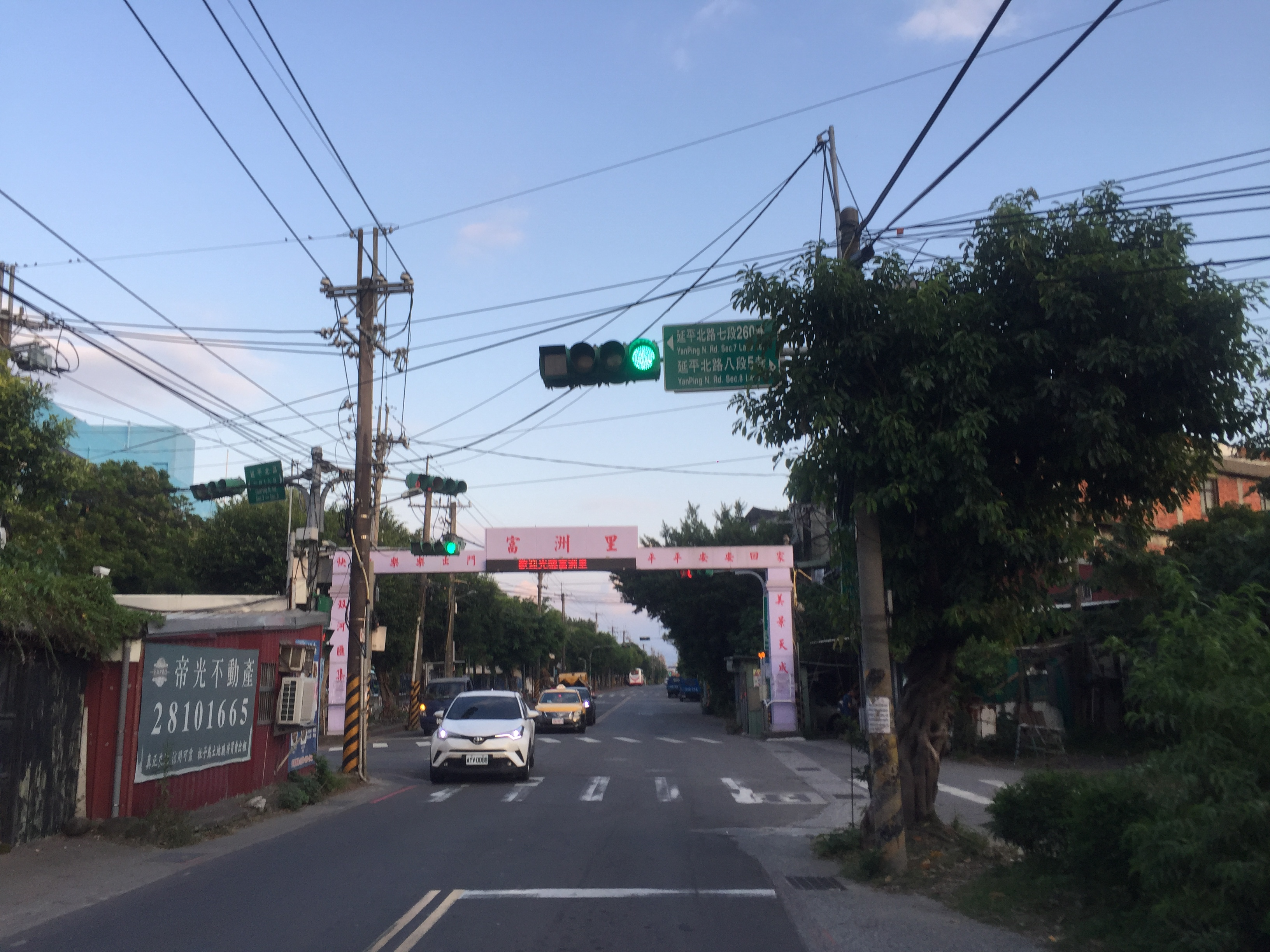
七、八段分段點

- 一段：北端至南京西路與延平北路二段相接；南端止於忠孝西路，但未與延平南路相接。
- 二段：北端至民權西路與延平北路三段相接；南端至南京西路與延平北路一段相接。
- 三段：北端至民族西路與延平北路四段相接；南端至民權西路與延平北路二段相接。
- 四段：北端至中山高速公路與延平北路五段相接；南端至民族西路與延平北路三段相接。
- 五段：北端至中正路與延平北路六段相接；南端至中山高速公路與延平北路四段相接。
- 六段：北端至通河西街一段與延平北路七段相接；南端至中正路與延平北路五段相接。
- 七段：北端至延平北路八段2巷與延平北路八段相接；南端至通河西街一段與延平北路六段相接。
- 八段：北端至延平北路八段281巷與延平北路九段相接；南端至延平北路八段2巷與延平北路七段相接。
- 九段：北端止於社子外堤；南端至延平北路八段281巷與延平北路八段相接。

## 行經區域
- 大同區（一段至四段）
- 士林區（五段至九段）

## 沿線設施
(由南到北)
- 一段
  - 臺北府城北門
  - 前臺灣總督府鐵道部(國家三級古蹟)(2號)
  - 臺北市政府警察局大同分局延平派出所(86號)

- 二段 
  - URS 27W城市影像實驗室(27號)
  - 義美食品延平門市(31號，原大安醫院)
  - 創樂館(63號，功學社本部原址)
  - 十字軒糕餅舖(66、68號)
  - 帝國花園廣場大廈(83號，勞動部本部原址)
  - 臺北市社區營造中心(237號)
  - 永樂國小(266號)
  - 太平國小(299號)
  - 俊成橋
- 三段
  - 臺北市政府警察局大同分局大橋派出所(2號)
  - 延三夜市(民權西路至民族西路段)

- 四段
  - 南僑化工總部(100號)
  - 臺北試演場(200號，原迪化溫水游泳池)
  - 臺北市立啟聰學校地下停車場(205號)
  - 陳悅記祖厝(231號)
  - 迪化運動公園(門牌為酒泉街235號)
  - 台北市公共自行車租賃系統酒泉延平街口
- 五段
  - 中山高速公路臺北交流道涵洞
  - 台北市公共自行車租賃系統延平國宅站(1巷)
  - 臺北市政府消防局社子分隊(2之1號)
  - 臺北市立圖書館葫蘆堵分館(136巷1號3F至9F)

- 六段
  - 臺北市政府警察局士林分局社子派出所(192號)
  - 社子國小(308號)
  - 社子國小地下停車場(308號)
  - 台北市公共自行車租賃系統社子國小站
  - 光華巴士社子站(410號)

- 七段
  - 臺北花卉村(社子花市)(18-2號)
  - 臺北市政府消防局福安分隊(112號)
  - 福安國中(250號)
  - 台北市公共自行車租賃系統福安國中站

- 八段
  - 富安國小(135號)

- 九段
  - 台北海洋科技大學士林校區(212號)
  - 光華巴士海專站(285號)
  - 首都客運社子站(323號)
  - 社子島島頭公園